# Auf überwachsenen Pfaden
Auf überwachsenen Pfaden ist das 1949 erschienene Alterswerk des norwegischen Schriftstellers und Nobelpreisträgers Knut Hamsun (1859–1952). Nach Kriegsende wurde Hamsun wegen seiner Kollaboration mit der deutschen Besatzung angeklagt und zeitweise in eine psychiatrische Anstalt eingewiesen. Erst nach drei Jahren konnte er auf sein Gut zurückkehren. Über diese von ihm als demütigend empfundene Zeit berichtet er in Form eines Tagebuchs, worin er auch mit dem untersuchenden Psychiater abrechnet, der ihn als Menschen „mit nachhaltig geschwächten geistigen Fähigkeiten“ beurteilt hatte.

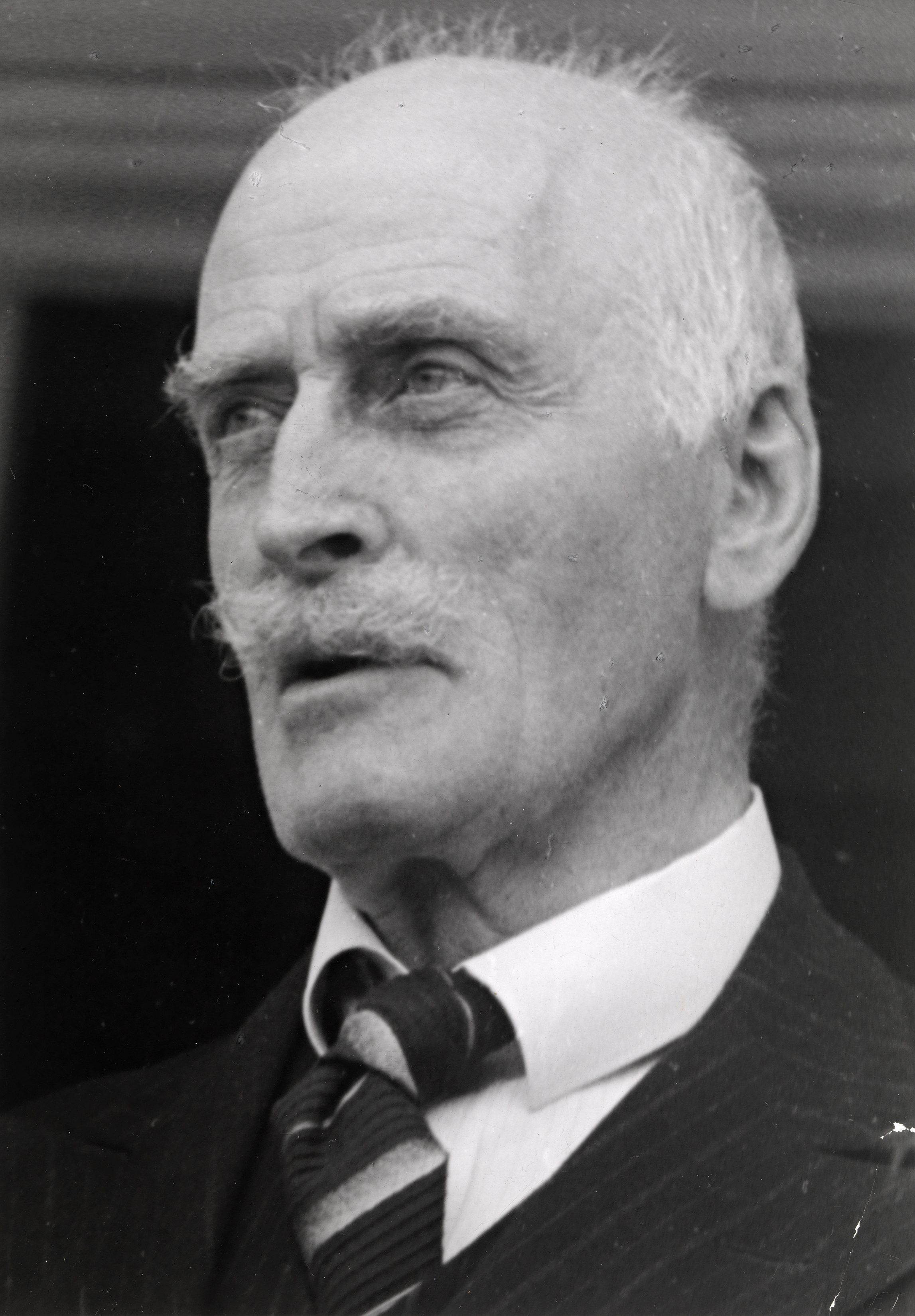
Knut Hamsun, 1939

## Entstehungsgeschichte
Knut Hamsun, der noch nach Hitlers Tod einen den „Führer“ lobenden Nachruf in einer norwegischen Tageszeitung veröffentlicht hatte, wurde nach Kriegsende unter Hausarrest gestellt, in einem Altersheim zwangsuntergebracht und wegen Unterstützung der deutschen Besatzung als Landesverräter angeklagt. Er wurde vier Monate lang in einer Psychiatrischen Klinik auf seinen Geisteszustand untersucht und anschließend in einem Prozess wegen seiner Kollaboration mit der deutschen Besatzung und wegen seiner Mitgliedschaft in der Nasjonal Samling, der norwegischen nationalsozialistischen Partei, zu einer Geldstrafe von 325.000 Kronen verurteilt, was ihn finanziell ruinierte. Über diese drei Jahre schrieb er eine Art Tagebuch und bot es dem Gyldendal-Verlag zur Veröffentlichung an, dieser hatte bis dahin alle seine Bücher publiziert. Der frühere Verlagsbesitzer und Freund Harald Grieg war während des Krieges in einem Konzentrationslager nahe Oslo inhaftiert und Hamsuns Sohn Tore hatte auf Veranlassung der Besatzungsmacht den Verlag geführt. Zwischen den ehemaligen Freunden war es zu einem Zerwürfnis gekommen. Grieg wollte das Buch nicht verlegen. Hamsun versuchte, es im Ausland herauszugeben, aber alle angesprochenen Verlage trauten sich nicht an eine Publikation. Erst als der kleine Schweizer Verlag „Ex libris“ die deutschsprachigen Rechte erwarb (und die Lizenz für Deutschland an den List-Verlag vergab), kamen Verhandlungen mit dem Gyldendal-Verlag in Gang. Grieg missbilligte, dass Hamsun in seinem Manuskript nichts bereute. Er wollte eine spätere Veröffentlichung; vor allem sollte der Psychiater nicht namentlich genannt werden. Hamsun blieb stur, wollte unbedingt eine Veröffentlichung noch zu Lebzeiten und ließ keine Streichungen zu. So erschien das Buch am 28. September 1949 in Oslo unter dem Titel På gjengrodde stier und gleichzeitig bei Bonnier in Schweden mit dem Titel På igenvuxna stigar. Die erste Auflage von 5000 Exemplaren war sofort vergriffen; einige Tage später erschien bereits eine zweite Auflage.

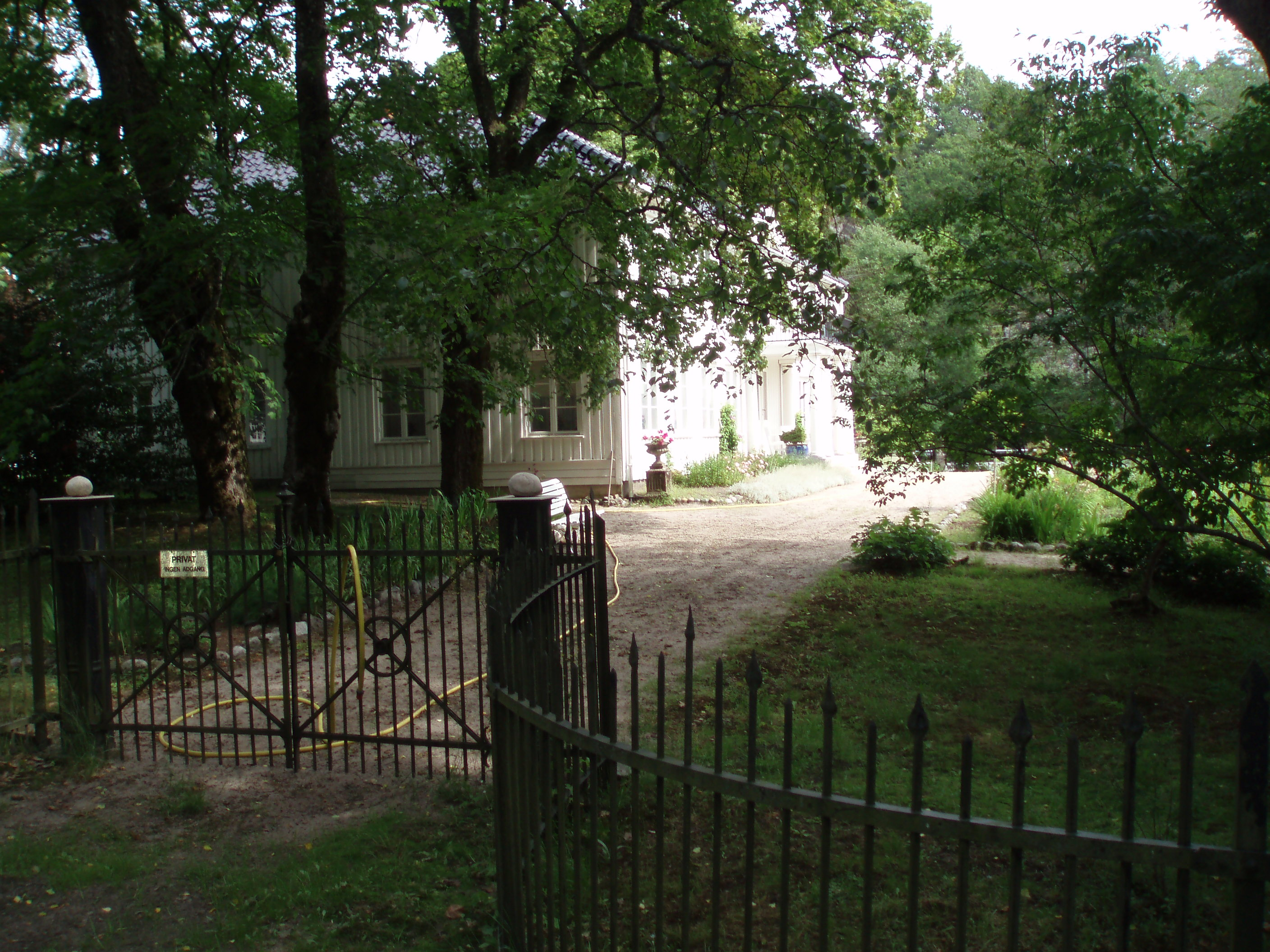
Hamsun wurde 1945 auf seinem Hof „Nørholm“ zunächst unter Hausarrest gestellt, dann in ein Krankenhaus zwangseingewiesen; er konnte erst 1948 dorthin zurückkehren.

## Inhalt
Hamsun beschreibt sein Leben vom Mai 1945, als er auf seinem Herrensitz „Nørholm“ bei Grimstad unter Hausarrest gestellt wird, bis zum Juni 1948; er endet, einen Monat vor seinem 89. Geburtstag, mit dem Satz: „Mittsommer 1948. Heute hat das Oberste Gericht geurteilt, und ich höre auf zu schreiben.“ Er wartet in dieser Zeit auf seinen Prozess, wird zunächst, obwohl er nicht krank ist, zwangsweise in ein Krankenhaus einquartiert, dann in ein Altersheim, darauf für vier Monate in eine Nervenheilanstalt und schließlich geht er wieder zurück ins Altersheim. Als nach Prozessende die Zwangsverwaltung über „Nørholm“ aufgehoben wird, kehrt er wieder auf sein Gut zurück.

Die Zeit dieser Jahre vergeht eintönig. Hamsun beschreibt seinen Alltag und erzählt assoziativ Geschehnisse aus seinem vergangenen Leben. Er schreibt: „Es sind Belanglosigkeiten, von denen ich schreibe, und es ist eine Belanglosigkeit, dass ich überhaupt schreibe. Wie kann es anders sein? Ich bin ein Untersuchungsgefangener (…) Alle Gefangenen müssen von den ewig sich wiederholenden täglichen Ereignissen schreiben und auf ihr Urteil warten.“ Als er zum Beispiel neue Schuhe braucht, ist es für ihn im Krankenhaus lange Zeit nicht möglich, den Brief nach Hause mit der Bitte um neue Schuhe in einen Briefkasten werfen zu können. Die Krankenschwestern verschütten regelmäßig die Suppe und den Kaffee auf dem Tablett, auf dem sie ihm sein Essen bringen. „So soll es sein, ich habe es verdient“, denkt er und trocknet die dabei durchnässte Post in der Sonne. „Aber um die drei Schwestern ist es schade, jung und hübsch, wie sie sind, aber so schlecht erzogen.“ Eine besondere Rolle spielt die Begegnung mit dem herumziehenden Wanderprediger Martin, dessen unglückliche Liebesgeschichte ausführlich dargestellt wird.
Nach dem Krankenhausaufenthalt erfolgt die Zwangseinweisung in die Psychiatrie mit demütigenden und würdelosen Untersuchungen. „Professor Langfeldt konnte mit mir schalten und walten, wie es ihn gelüstete – und es gelüstete ihn sehr.“ Er verlässt die Klinik als kranker Mann, wird depressiv. Er beklagt sich in einem langen Brief an den Generalstaatsanwalt über die Einweisung. Die Anklage wegen Landesverrats wird fallen gelassen, stattdessen wird eine neue Anklage wegen seiner Mitgliedschaft in der Nasjonal Samling erhoben. Der Gerichtstermin wird immer wieder verschoben. „Wäre es möglich, daß man auf mein Alter spekuliert und darauf wartet, daß ich von selbst sterbe?“, schreibt er an einer Stelle.
Er ist fast taub und sein Sehvermögen lässt immer mehr nach. Dann, nach drei Jahren, findet endlich die Gerichtsverhandlung statt. Das Protokoll von Hamsuns Verteidigungsrede ist im Buch wiedergegeben.

## Zitat
- „Es ist 1946, der 11. Februar.
Ich bin wieder aus der Anstalt raus.
Damit ist nicht gesagt, daß ich frei bin, aber ich kann wieder atmen. Atmen ist tatsächlich auch das einzige, was ich vorläufig kann. Ich bin sehr herunter. Ich komme aus einer Gesundheitseinrichtung und bin sehr herunter. Ich war gesund, als ich hineinkam.“[7]

## Struktur und Sprache
Das Buch ist als eine Art Tagebuch angelegt. Es ist aber „weder ein Tagebuch noch eine Erzählung, weder ein Bericht noch ein Bekenntnis im engeren Sinne. Es ist eine Art Stundenbuch“, schreibt Eberhard Rathgeb und meint, die Form sei in der Literatur ohne Vorbild. Auch der Literaturwissenschaftler Heinrich Detering meint: „Sein Genre zu bestimmen ist unmöglich [...] alldies ist sonderbar schwebend ineinandergespielt und offengelassen.“ Die Sprache ist im Gegensatz zu früheren Werken einfach, der Text flüssig zu lesen. Hamsun versteht es aber mit großer Kunstfertigkeit, seine Sätze mit kleinen Ironien zu versehen. Was zunächst wie ein „wahlloses Sammelsurium von Erlebnissen, Berichten, Bekenntnissen und Erzählungen aussieht, das entpuppt sich als ein kunstvoller Kokon aus Weisheit und Wahrheit, aus prosaischer Selbstsicherheit und poetischer Weltendemut“.

## Analyse und literarische Bedeutung
Man kann von Hamsuns erstem wichtigen Buch Hunger eine Verbindung zu diesem letzten Werk Auf überwachsenen Pfaden ziehen. In beiden Büchern steht der Protagonist in Armut und Unglück da, beide sind jeweils am Ende ihres Weges angelangt. „Auf überwachsenen Pfaden, das heißt, die einst angelegten Wege sind nicht so wichtig und kaum mehr zu erkennen.“ Der Hamsun-Biograph Walter Baumgartner schreibt: „Der Roman ist Hamsuns letzter Genie- und Schelmenstreich.“ Hamsun lässt alle Demütigungen scheinbar von sich abperlen. Als er bei der psychiatrischen Untersuchung gefragt wird, was der Unterschied zwischen einem Kind und einem Zwerg sei, antwortet er: „Das Alter“. Die Psychiater sehen nur ein intellektuelles Defizit und nehmen Hamsuns Ironie und Witz überhaupt nicht wahr.
Das Buch ist kein reiner Tatsachenroman. Wenn man es liest, hat es zum Beispiel den Anschein, Hamsun wäre in diesen drei Jahren stets eingesperrt gewesen. In Wirklichkeit ist er jedoch nach der Entlassung aus der Psychiatrie – da er nicht auf sein zwangsverwaltetes Gut zurückkehren durfte – Gast in einem Altersheim gewesen. „Im Laufe der Zeit hat das Buch eine Eigenexistenz entwickelt, unabhängig von seinen Ursprüngen in historischen Tatsachen.“ Hamsun kann über sich selbst spotten, sein Humor wirkt manchmal ein wenig traurig. Auffallend ist die Altersgelassenheit Hamsuns, die Freude an Details, die Schilderungen, wie er sich über kleine Dinge und Begebenheiten freut.
Im Nachwort zur neuen Hamsun-Werkausgabe macht Heinrich Detering auf das „geheime Innenleben“ des Textes aufmerksam, auf Hamsuns offenkundige „Selbstwidersprüche“. Hamsun schreibt zum Beispiel einerseits, dass alles Grandiose fällt, dass dies der Gang des Lebens sei; andererseits sei es menschliches Streben, sich Nachruhm und Unsterblichkeit zu ertrotzen. „Jede Seite dieses Buches, einer einzigen großen Kunstanstrengung, zeugt von diesem Trotz.“

## Hamsun und Professor Langfeldt
Vor allem die demütigende Untersuchung in der Psychiatrie durch Professor Langfeldt, die Hamsun in seinem Buch beschreibt, hatte ihn noch einmal – ein Dutzend Jahre nach seinem „letzten“ Buch Der Ring schließt sich – zum Schreiben veranlasst. Der Aufenthalt dort war für ihn eine Qual, aber er konnte Langfeldts Fragen so parieren, dass es unmöglich war, ihn für unzurechnungsfähig zu erklären. Auf Fragen nach seiner Sexualität verweigerte er jegliche Antwort. Langfeldt ließ deshalb Hamsuns Frau Marie, die wegen Kollaboration bereits im Gefängnis saß, zu einem Gespräch in seine Klinik holen. Er erreichte, dass sie gegen Zusicherung von Vertraulichkeit alles über ihre Ehe erzählte. Hamsun empfand dies als Verrat und wollte daraufhin nichts mehr mit seiner Frau zu tun haben. Langfeldts Untersuchungsurteil lautete, er halte Hamsun „für einen Menschen mit nachhaltig geschwächten geistigen Fähigkeiten“. Mit seinem letzten Buch hat Hamsun nach Meinung fast aller Buchrezensenten bewiesen, dass er mit seinen bald 90 Jahren nichts von seinen Geisteskräften eingebüßt hatte. Die führende norwegische Zeitung Aftenposten schrieb: „Man braucht nicht viele Seiten in dem Buch zu lesen, bis man erkennt, dass es nicht von einem senilen Menschen verfasst worden ist.“ Für Hamsun war das eine Genugtuung; er hatte seine geistige Leistungsfähigkeit bewiesen und mit Zähigkeit daran gearbeitet, Professor Langfeldt diese Niederlage zu bereiten. Das Presseecho gegen das Untersuchungsergebnis war so eindeutig, dass Langfeldt davon absah, eine – vom Verlag befürchtete – Beleidigungsklage gegen die Veröffentlichung des Buches einzureichen.

## Rezeption
Die gesamte erste Auflage des Buches war bereits am Erscheinungstag ausverkauft. Die Veröffentlichung gab „Anlass zu Hunderten von Zeitungsartikeln, Buchbesprechungen, Leserbriefen und Leitartikeln in ganz Skandinavien“ und wurde kontrovers diskutiert; die einen fanden es genial, den anderen passte nicht, dass sich auf diese Weise zum ersten Mal ein Nazianhänger zu Wort melden durfte. Widerspruch fand vor allem Hamsuns Selbstgerechtigkeit, und dass von Schuld und Sühne kaum die Rede war. „Die meisten Rezensenten nutzten ihre Kolumnen, um den Dichter in Gnaden wieder aufzunehmen. […] Allen Ernstes wurde der norwegischen Öffentlichkeit die Spaltung in ‚Dichtergenie‘ einerseits und ‚politischer Idiot‘ andererseits eingehämmert.“
Nach dem Buch entstand unter der Regie von Peter Zadek 1975 der Film Eiszeit, in dem O. E. Hasse die Figur des greisen Dichters spielt. In der Filmbiographie Hamsun des Regisseurs Jan Troell (1996) wird Knut Hamsun (gespielt von Max von Sydow) beim Schreiben von Auf überwachsenen Pfaden gezeigt. Das Drehbuch verfasste Per Olov Enquist nach Thorkild Hansens Buch Der Prozess gegen Hamsun.

## Stimmen zum Werk
Der deutsch-jüdische Schriftsteller, Lektor und Verleger Max Tau (nach dem Lesen des noch nicht veröffentlichten Manuskripts):
- „Ich konnte es nicht fassen, dass ein Mensch seines Alters nach alldem, was er erlitten hatte, behindert durch Taubheit und Blindheit, überhaupt imstande war, so zu schreiben. Denn von dem Manuskript ging ein Zauber aus, der nochmals den ganzen Reichtum seiner Gestaltungskraft offenbarte.“[18]

Der Dichter und Essayist Gottfried Benn:
- „Dies Buch ist süß und albern wie viele seiner Bücher, menschenfreundlich und gleichzeitig zynisch, ganz ernst kann man keinen seiner Sätze nehmen, und er selber nimmt sie offenbar auch nicht ernst.“[19]

Das spätere Mitglied der Schwedischen Akademie Artur Lundkvist nach Erscheinen des Buches in der größten schwedischen Tageszeitung:
- „Weder Alter noch Unglück haben Hamsuns angeborener Stilkunst und Erzählbegabung etwas angehabt.“[20]

Der Skandinavist und Literaturwissenschaftler Walter Baumgartner:
- „Das Buch als Ganzes ist noch einmal die Selbstrechtfertigung – diesmal nicht vor einem Gericht, sondern in einem Medium, das sein ureigenes ist. Daraus erklärt sich die gute Laune, die aus diesem Buch spricht. Hamsun gibt sich keineswegs verbittert, sondern überlegen, spielerisch, improvisierend. Und er beherrscht immer noch alle Tricks.“[21]

## Ausgaben

### Deutsche Ausgaben
- 1950: Auf überwachsenen Pfaden. (Übersetzung: Elisabeth Ihle). Ex Libris-Verlag, Zürich
- 1950: Auf überwachsenen Pfaden. Ein Tagebuch. (Übersetzung: Elisabeth Ihle). List, München
- 1959: Auf überwachsenen Pfaden. Ein Tagebuch. (Übersetzung: Elisabeth Ihle). List, München. Taschenbuch: List 123
- 1990: Auf überwachsenen Pfaden. Ein Tagebuch. (Übersetzung: Elisabeth Ihle). DTV, München (dtv 11177). ISBN 3-423-11177-1
- 2002: Auf überwachsenen Pfaden. (Übersetzung: Elisabeth Ihle). DTV, München. (dtv 12942). ISBN 3-423-12942-5
- 2002: Auf überwachsenen Pfaden. Roman. (Übersetzung: Alken Bruns; Nachwort: Heinrich Detering). Knut-Hamsun-Werkausgabe in Einzelbänden. List, München. ISBN 3-471-79466-2

### Übersetzungen (Auswahl)
Die norwegische Ausgabe mit dem Originaltitel På gjengrodde stier erschien 1949 bei Gyldendal in Oslo. Sie wurde inzwischen vielfach übersetzt, zum Beispiel: On overgrown paths (Englisch 1967), Grónar götur (Isländisch 1979), Sur les sentiers où l'herbe repousse (Französisch 1981), Se chortariasmena monopatia (Griechisch 1987), Rohtunud radadel (Estnisch 1994), Na zarośnie̢tych ścieżkach (Polnisch 1994), Užžėlusiais takais (Litauisch 2001), Benőtt ösvényeken (Ungarisch 2002), Po zarostlých stezkách (Tschechisch 2002) und Po zaraslim stazama (Kroatisch 2006).